# Genu varum

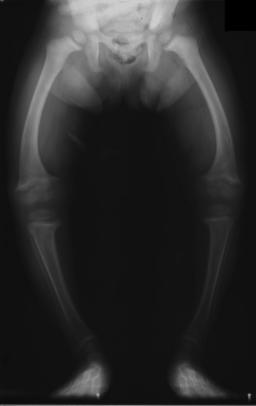
Radiographie d'un enfant de 2 ans avec un genu varum.

Ostéotomie pour traiter un genu varum.

Le genu varum est une déformation (un trouble orthostatique) du membre inférieur, qui siège dans l'articulation du genou, mise en évidence après avoir demandé au sujet debout de coller ses chevilles l'une à l'autre (les malléoles médiales se touchent) et en observant l'absence de contact entre les deux genoux.
On dit que « les jambes sont arquées ». Il est possible d'objectiver le genu varum par la mesure de la distance entre les faces médiales (les faces internes) des genoux.
Le genu varum est un des facteurs qui favorisent l'arthrose du genou (l'arthrose du compartiment fémoro-tibial médial du genou).
Il est fréquent chez l'enfant de 1 à 2 ans, et disparaît spontanément sans traitement dans la majorité des cas. Il est également fréquemment rencontré chez les cavaliers, les adeptes des sports en charge comme l'haltérophilie, le football.
Est considéré comme anormal un genu varum asymétrique ou unilatéral, ainsi qu'un genu varum continuant de s'aggraver après l'âge de 2 ans, et une distance intercondylienne supérieure à 3 cm chez le préadolescent.
La déformation inverse du genu varum existe, c'est le genu valgum (« genou en X »).